# Asesinato de Alejandro I de Serbia
El asesinato de Alejandro I de Serbia (en cirílico serbio: Мајски преврат; Golpe de Mayo), en Serbia conocido como Golpe de Mayo, tuvo lugar el 29 de mayojul./ 11 de junio de 1903greg. en el palacio real en Belgrado. En el ataque fueron asesinados tanto el rey serbio como su esposa, la reina Draga Mašin, y el acontecimiento fue crucial en la historia del país ya que produjo un cambio de dinastía, de modelo político y de orientación en política internacional.
Alejandro ascendió al trono de su país en 1889, lo que no puso fin a los continuos conflictos entre su padre y su madre. A este periodo de disputas entre sus padres, siguió la formación de un duunvirato de hecho entre Alejandro y su padre —tras la eliminación de la regencia—, hasta su toma del poder personal en 1894. En 1897 y tras la ruptura entre Alejandro y su madre, se reforzó la alianza entre padre e hijo y se puso fin a los intentos de concordia con los Radicales. El poder gubernamental quedó en manos del soberano, con una prensa censurada y unas Cortes controladas por la policía del régimen real.
A comienzos de 1900, Alejandro prometió casarse con una princesa europea ese mismo año; la sucesión se había convertido para entonces en un problema gubernamental. Con Milan gestionando su boda alemana en el extranjero, el primer ministro también fuera del país y a pesar de la oposición de altos funcionarios y oficiales, Alejandro comunicó a su padre sus planes de boda con Draga Mašin a comienzos de julio. Milan renunció a su puesto como comandante en jefe del Ejército en protesta por los planes de su hijo; los diversos rumores desfavorables a la futura reina —a la que se tachaba de hija de un demente y una borracha, de antigua amante de Milan y de estéril— hicieron el anuncio de la inminente boda muy impopular. Tras la boda, la nueva soberana comenzó a interferir en los asuntos de Gobierno y a mostrar una gran influencia en su marido, que trató de mejorar la imagen popular de su esposa. El rey intentó acercarse a los Radicales, que contaban con firme apoyo ruso, pero esto no sirvió para acabar con la oposición; carente de la habilidad de su padre para gestionar la política interior, se enfrentaba a una crisis política creciente. La noticia aparecida en la primavera de 1901 de que Draga había fingido un embarazo —cuyo parto era inminente— avivó el rechazo popular hacia la soberana. El fracaso de nuevos intentos de mejorar la reputación de la reina dieron paso a otra ola de represión de la oposición.
Incómodo como monarca constitucional, Alejandro trató de interferir constantemente en las labores gubernamentales. Los Radicales, deseosos de acaparar el poder tras su gran victoria electoral del verano de 1901, comenzaron a alejarse del rey, al que empezaron a culpar de la grave crisis económica del país. En el otoño, forzaron la dimisión del Gobierno de coalición con los Progresistas. Se formó un nuevo Gobierno con el general Cincar-Marcović al frente que incluía militares y Radicales favorables al rey. El gabinete hubo de enfrentarse al rechazo de la oposición y a una gran manifestación encabezada por los estudiantes que el 23 de marzojul./ 5 de abril de 1903greg. exigió la implantación de una Constitución democrática. Tras la dura represión de la marcha, el rey concentró en sí mismo el poder gubernamental. Alejandro carecía además de firme apoyo de las potencias regionales —Austria-Hungría y Rusia—. Por otro lado, las relaciones con los vecinos Montenegro y con Bulgaria eran malas, debido a la permanente disputa por el control de Macedonia.
El régimen del rey Alejandro era cada vez más impopular en todas las clases sociales. En 1901 se organizó una conspiración contra el soberano, fundamentalmente de miembros del cuerpo de oficiales; la prensa de la oposición atizaba el descontento de los militares. A comienzos de 1903, la situación era de gran tensión y el aplastamiento de las protestas de marzo y los planes del monarca de purgar el Ejército de elementos desafectos aceleraron el plan para eliminarlo.
Temiendo un golpe de mano del rey contra ellos, los confabulados decidieron atacar el palacio real la noche del 27 de mayojul./ 9 de junio de 1903greg.. A las 2 de la mañana, en calma total, el palacio fue rodeado de acuerdo al plan. Los atacantes vencieron a los guardias del interior del palacio y procedieron a emplear artillería y dinamita para asegurarse de la muerte de los monarcas, a los que no lograban encontrar. Los oficiales hallaron finalmente la cámara secreta donde se escondían Alejandro y Draga, que la abandonaron tras serles garantizada su seguridad; inmediatamente, los conspiradores los cosieron a balazos. Además de los monarcas, durante el golpe murieron el primer ministro, el ministro de la Guerra y los hermanos de la reina. Inmediatamente, se nombró un nuevo Gobierno provisional y se llamó a Pedro Karađorđević para que ocupase el trono vacante.
El golpe de Estado y el asesinato de los soberanos no fue una revolución ya que no cambió el poder político ni el orden social, sino un cambio de dinastía —la Obrenović se extinguió— y de gobierno, así como de política internacional: el nuevo régimen se acercó a Rusia y creció la hostilidad hacia Austria-Hungría, de la que hasta el momento Serbia había dependido política y económicamente.

## Antecedentes

### Primeros años de reinado
Alejandro ascendió al trono de Serbia al abdicar su padre Milan en 1889. La abdicación, un triunfo del modelo de gobierno parlamentario, no puso fin a los continuos conflictos entre el exmonarca y su esposa, en los que se vieron envueltos a menudo los políticos serbios. Durante esta primera etapa de regencia, los Radicales dominaron el Gobierno gracias a su victoria electoral de 1889. A este periodo de disputas entre sus padres, siguió la formación de un duunvirato de hecho entre Alejandro y su padre —tras la eliminación de la regencia por ambos en abril de 1893—, hasta su toma del poder personal en 1894. En mayo de ese mismo año, restauró la Constitución de 1869, más conservadora que la de 1888. Paulatinamente y en especial por la decisión de Alejandro de permitir el regreso de su padre a Serbia a comienzos de 1895 además de la abolición de la Constitución de 1888 y la purga de funcionarios simpatizantes con el partido, la relación entre el rey y los Radicales fue empeorando. En 1897 y tras la ruptura entre Alejandro y su madre —más favorable que Milan a los Radicales—, se reforzó la alianza entre padre e hijo y se puso fin a los intentos de concordia con los Radicales. El poder gubernamental quedó en manos del soberano, con un primer ministro que no había podido elegir a los ministros de su Gobierno, una Administración purgada de Radicales, una prensa censurada y unas Cortes controladas por la policía del régimen real.

### Crisis por el matrimonio del rey

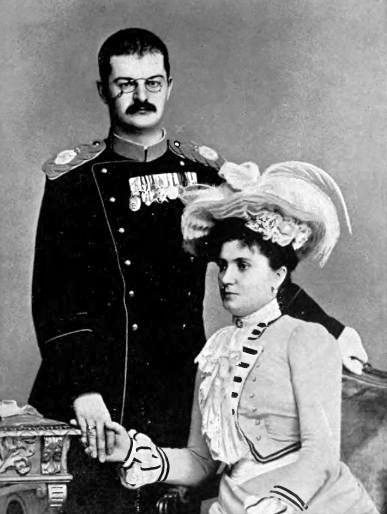
Alejandro I de Serbia y su esposa, la reina Draga Mašin.

El casamiento del nuevo monarca, soltero, enfrentó nuevamente a sus progenitores: su madre prefería un boda con una princesa rusa o montenegrina; su padre, con alguna princesa alemana. Tras varias gestiones en las cortes europeas en los últimos años del siglo, Alejandro prometió a comienzos de 1900 casarse con una princesa europea ese mismo año. La sucesión se había convertido para entonces en un problema gubernamental.
La candidata respaldada por Austria-Hungría y Alemania, la princesa Alejandra von Schaumburg-Lippe, propuesta por los austrohúngaros en marzo de 1900, pareció recibir la aprobación de Alejandro, que encargó en junio a su padre realizar las gestiones necesarias para organizar la boda. Esta debía cimentar la alianza serbo-austrohúngara y perpetuar el control político de Milan.
Alejandro, sin embargo, ya había conocido a Draga Mašin —doce años mayor que él—, hija del antiguo alcalde de Šabac y viuda de un ingeniero checo. Acogida bajo la protección de la reina Natalia, se convirtió en su dama de compañía en su villa de Biarritz, donde la reina se instaló en 1890. Alejandro la conoció en 1894 y se enamoró de ella en una visita a su madre en 1897. Atraído por ella, permitió el regreso de Natalia a Serbia en 1895 y, aunque las intromisiones de su madre hicieron que esta se volviese a exiliar en junio de 1897, Draga regresó en el otoño al país, ya como amante del rey, conocida como tal por toda la alta sociedad del país. Milan, a pesar de su rechazo hacia Draga, la toleró. Draga atrajo a Alejandro —fingiendo para ello incluso tres embarazos— y logró su promesa de matrimonio.
Con Milan gestionando su boda alemana en el extranjero, el primer ministro también fuera del país y a pesar de la oposición de altos funcionarios y oficiales, Alejandro comunicó a su padre sus planes de boda con Draga a comienzos de julio. Al día siguiente, 8 de juliojul./ 21 de julio de 1900greg. el Consejo de Ministros en pleno, opuesto al casamiento, presentó su dimisión al rey, no sin intentar infructuosamente enviar al exilio a Draga. El soberano aceptó la renuncia de sus ministros después de que estos proclamasen la futura boda y forzó su aceptación por el metropolitano de la Iglesia ortodoxa serbia. Milan renunció a su puesto como comandante en jefe del Ejército en protesta por los planes de su hijo. Sin Gobierno por el rechazo de los posibles nuevos ministros a aceptar formar uno y con diversos rumores desfavorables a la futura reina —a la que se tachaba de hija de un demente y una borracha, de antigua amante de Milan y de estéril—, el anuncio de la inminente boda resultó muy impopular.
A pesar de lograr finalmente formar un nuevo gabinete, la oposición al casamiento seguía siendo intensa, especialmente entre los militares —ningún general aceptó convertirse en ministro de Defensa del nuevo Gobierno— y la alta sociedad de la capital. A pesar de los temores de Alejandro de que su padre regresaría y trataría de impedir la boda con el apoyo de los militares, Milan finalmente abandonó la idea, falto de apoyo austrohúngaro. El respaldo ruso a la boda —exagerado por el embajador en Belgrado—, sin embargo, favoreció los planes del rey y la popularidad final de la ceremonia, que se celebró el 23 de juliojul./ 5 de agosto de 1900greg. con más pompa de la planeada inicialmente.
Tras la boda, la nueva reina comenzó a interferir en los asuntos de Gobierno y a mostrar una gran influencia en su marido, que trató de mejorar la imagen popular de su esposa. Se realizó una purga de los políticos y militares considerados desafectos y cercanos a Milan, del que Alejandro temía que regresase con ayuda austrohúngara. Los intentos de que la pareja real fuese recibida en alguna corte europea para aumentar el prestigio de la nueva reina fracasaron.

### Crisis dinástica
Alejandro estaba convencido de la hostilidad de los Radicales y de su colusión con Rusia. Este convencimiento, compartido por su padre, hizo que este regresase en 1897, volviese a residir en el palacio real y se convirtiese en jefe del Ejército. Tras el anuncio de boda en el verano de 1900 mientras se encontraba en Austria, Milan, contrario al casamiento, decidió permanecer en el exilio en Viena.
La represión de aquellos opuestos a su matrimonio no acabó con el rechazo a este, que continuó privadamente. El rey trató de acercarse a los Radicales, que contaban con firme apoyo ruso, pero esto no sirvió para acabar con la oposición. El monarca, carente de la habilidad de su padre para gestionar la política interior, se enfrentaba a una crisis política creciente. Se apartó a los partidarios de su padre de la Administración y del Ejército. La inesperada muerte de Milan de gripe el 29 de enerojul./ 11 de febrero de 1901greg., eliminó, no obstante, parte de la aprensión de la reina a su intervención.
En marzo Alejandro aceptó relevar al Gobierno y encargar la formación de uno nuevo a Radicales —divididos pronto entre partidarios del acuerdo con el monarca y opuestos a ello— y Progresistas, que redactaron una nueva Constitución —promulgada el 6 de abriljul./ 19 de abril de 1901greg.— que puso fin al gobierno personal del rey que había comenzado en 1894. A pesar de su conservadurismo, la nueva Constitución recortaba notablemente los poderes del soberano y los transfería a las nuevas Cortes bicamerales. Alejandro continuaba pudiendo, empero, controlar la composición del Consejo de Ministros y limitar la influencia de los Radicales, de nuevo triunfadores en las elecciones de julio de 1901.
La promulgación de la Constitución, otorgada en parte para asegurar los derechos del heredero al trono que se suponía estaba a punto de nacer, precedió un nuevo escándalo. A finales del verano de 1900 y a pesar de que ello constituía una confesión de relaciones previas al matrimonio, el Gobierno había anunciado por orden real el embarazo de la reina. Avisados por Natalia de la esterilidad de Draga, los rusos decidieron enviar a sus propios médicos a examinar a la reina; estos certificaron el falso embarazo y la enfermedad de la reina, que sufría un tumor. Draga, que volvió a fingir embarazos el año siguiente, había engañado de Alejandro y la noticia de que no habría heredero avivó el rechazo popular hacia la soberana. El fracaso de nuevos intentos de mejorar la reputación de la reina dieron paso a otra ola de represión de la oposición. El escándalo hizo que Alejandro, consciente del descrédito popular que había acarreado, tratase de apoyarse cada vez más en los rusos para restaurar su imagen y, en especial, en una recepción imperial a la pareja real, que nunca llegó a tener lugar.
Las nuevas elecciones del verano dieron una amplia victoria a los Radicales. El nuevo Parlamento albergó intensas sesiones con duras críticas de la oposición a la situación del país y al rey, que este no aceptó. Incómodo como monarca constitucional, trató de interferir constantemente en las labores gubernamentales. Los Radicales, deseosos de acaparar el poder tras su gran victoria electoral, comenzaron a alejarse del rey, al que empezaron a culpar de la grave crisis económica del país. En el otoño, forzaron la dimisión del Gobierno de coalición con los Progresistas.
El 6 de noviembrejul./ 19 de noviembre de 1902greg., se formó un nuevo Gobierno con el general Cincar-Marcović al frente que incluía militares y Radicales favorables al rey. Su programa incluía la reforma de la Constitución y el intento de recuperar el apoyo de los partidos políticos al monarca. En realidad, el gabinete hubo de enfrentarse al rechazo de la oposición y a una gran manifestación encabezada por los estudiantes que el 23 de marzojul./ 5 de abril de 1903greg. exigió la implantación de una Constitución democrática. Tras la dura represión de la marcha, que acabó con la intervención del Ejército, varios muertos y más de cien detenidos, el soberano suspendió al día siguiente la Constitución durante alrededor de una hora, lo suficiente como para cambiar diversas leyes fundamentales, entre ellas la electoral o la de prensa. La nueva ley y la intimidación policial a los partidos obtuvieron el resultado deseado: unas nuevas Cortes favorables al rey, que concentró en sí mismo el poder gubernamental.
Mientras, en política internacional, el país había abandonado su cercanía a Austria-Hungría que había caracterizado el periodo de más estrecha colaboración entre Milan y Alejandro hasta su ruptura por el matrimonio de este (1897-1900) para apoyarse en Rusia por el respaldo que esta había otorgado a la boda entre Alejandro y Draga. El amparo ruso fue, empero, intermitente y condicionado y conllevó el empeoramiento de las relaciones con el Imperio austrohúngaro. Una vez quebrantada la promesa de casarse con la princesa alemana en 1900, la actitud del emperador alemán también resultó hostil a Alejandro. Por otro lado, las relaciones con Montenegro y con Bulgaria eran malas, debido a la permanente disputa por el control de Macedonia. Los intentos de Alejandro de volver a acercase a los austrohúngaros que comenzaron a finales de 1902 resultaron vanos; Viena consideraba que los gestos del rey no eran más que una manera de presionar a San Petersburgo para obtener su favor.

### Conspiraciones contra la pareja real
El régimen del rey Alejandro era cada vez más impopular en todas las clases sociales. En 1901 se organizó una conspiración contra el soberano, fundamentalmente de miembros del cuerpo de oficiales. Estos no solo se hallaban insatisfechos por el empeoramiento de su situación económica desde la marcha de Milan sino que, en general, condenaban como un baldón del cuerpo de oficiales la boda real con una mujer que consideraban de pasado promiscuo. La prensa de la oposición atizaba el descontento de los militares. Los políticos, por el contrario, trataron en vano de llegar a un acuerdo con el monarca. A comienzos de 1903, la situación era de gran tensión y el aplastamiento de las protestas de marzo y los planes del monarca de purgar el Ejército de elementos desafectos aceleraron el plan para eliminarlo.
Además de los oficiales del Ejército, la conspiración contra Alejandro contó con la participación de políticos del Partido Liberal y del Progresista, aunque no del Radical, a pesar de ser este el principal partido del país y de oponerse al rey. Los oficiales confabulados no contaban con política o filosofía de gobierno más allá de la oposición al monarca, unos por razones personales y otros por convicciones nacionalistas. Los civiles tampoco tenían un programa completamente definido; algunos de ellos eran antiguos colaboradores del rey. Aunque genéricamente defendían un gobierno parlamentario y constitucional y una política exterior favorable a Rusia, no existía unanimidad.

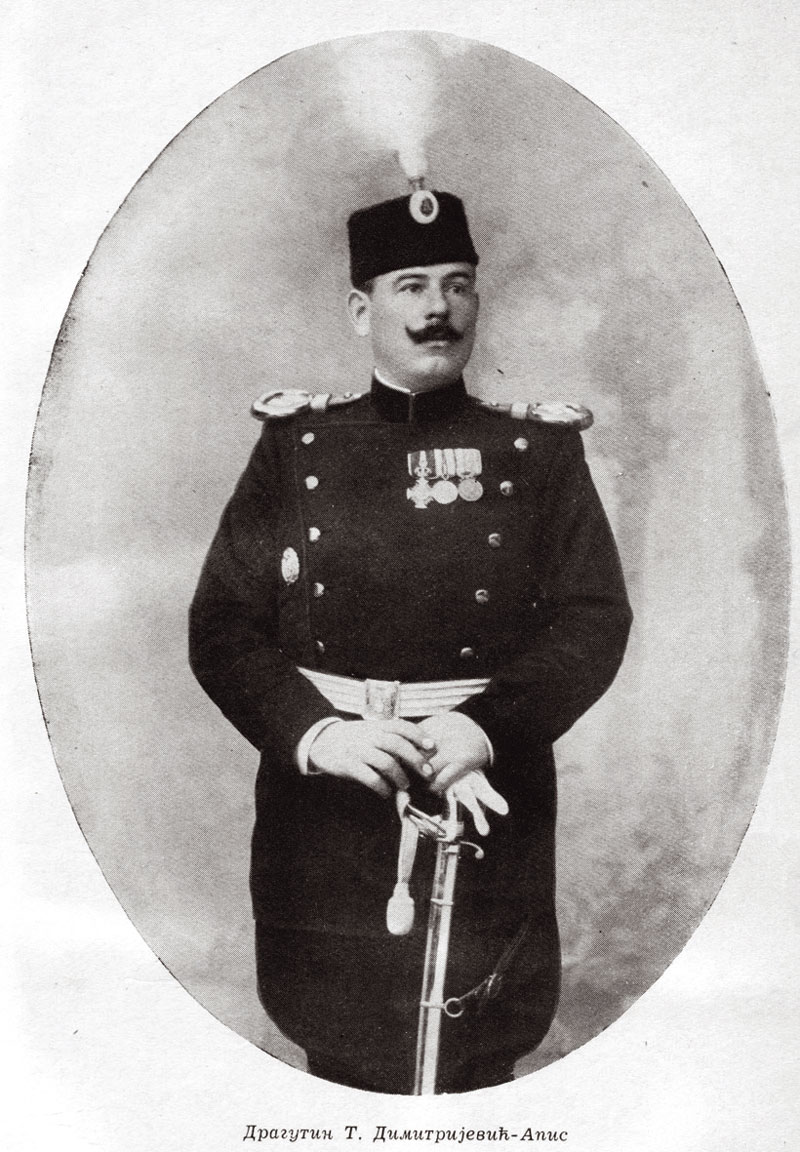
Dragutin Dimitrijević «Apis», uno de los principales oficiales confabulados contra Alejandro.

Mientras los oficiales preparaban el plan para eliminar a la pareja real, los civiles se preocuparon de buscar un sustituto al rey. Tras descartar la posibilidad de candidatos rusos o alemanes por la oposición de las potencias rivales, se acordó ofrecer el trono al pretendiente de la familia rival a los Obrenović, Pedro Karadorđevic, exiliado en Ginebra.
Pedro mostró reticencias a asociarse a los conspiradores y las negociaciones se llevaron a cabo principalmente a través de sus representantes, más dispuestos que él mismo a respaldar la intentona. El año de 1902, los conspiradores se emplearon en averiguar la postura de Rusia y Austria-Hungría al golpe y a negociar con Pedro. También en extender la red conspirativa a las provincias y a las distintas guarniciones del país.
En varias ocasiones, los confabulados pensaron estar a punto de ser descubiertos y detenidos por la policía, especialmente tras las protestas de marzo de 1903, cuando varios de ellos fueron detenidos.
La dureza del gobierno del primer ministro y general Cincar-Marković, la supresión de las protestas de marzo de 1903, y el golpe de Estado real del 24 de marzojul./ 6 de abril de 1903greg. acentuaron la oposición a Alejandro y aumentaron el número de partidarios del golpe. A comienzos de año, varios planes para asesinar a los reyes en las provincias se habían abandonado por la dificultad de neutralizar al Gobierno desde fuera de la capital.

## Desarrollo
Los últimos días de mayo, los rumores sobre la conspiración contra el matrimonio real eran tan intensos que este sólo se sentía seguro en palacio. El propio soberano había recibido un aviso sobre la confabulación el 25 de mayojul./ 7 de junio de 1903greg. de un agente ruso llegado de Bulgaria.
Nerviosos tras los disturbios de marzo que habían producido el encarcelamiento de algunos de los conspiradores y temiendo un golpe de mano del rey contra ellos, el mismo día que el monarca recibía la confidencia del agente ruso los confabulados decidieron atacar el palacio real dos días más tarde, la noche del 27 de mayojul./ 9 de junio de 1903greg..
El plan consistía en enviar al palacio veintiocho oficiales, todos de provincias y sin mando en tropa en la capital, para mandar tres batallones del 6.º Regimiento, el 7.º al completo, una batería de artillería y un escuadrón de caballería, que debían rodear el edificio e impedir el socorro al rey. El ataque se realizaría a las 2 a. m. del día elegido, tras reunir a los oficiales, que pasarían la tarde anterior en grupos separados. El teniente de la guardia Petar Živković se ofreció a abrirles las puertas del palacio. El capitán de la guardia fue drogado.
Al principio el golpe se desarrolló de acuerdo al plan previsto. Mientras el palacio quedaba sitiado alrededor de las doce y media, los conspiradores rodearon las residencias del primer ministro, del ministro de Interior y del de Guerra, y la del presidente del Senado. Tomaron también las oficinas de correos y telégrafos y el ayuntamiento de la capital. No se había informado a los soldados de porqué se les ordenaba marchar hacia el palacio real.
Esa noche se había celebrado una cena y concierto en palacio y el ministro de la Guerra había recibido una carta sobre el inminente ataque, que no llegó a leer. Los soberanos se habían retirado a sus habitaciones hacia medianoche.
A las 2 de la mañana, en calma total, el palacio fue rodeado de acuerdo al plan. Tras franquear las puertas gracias a la ayuda de Živković, los atacantes se abalanzaron sobre la guardia y se incendió el palacio. Tras un intento de la guardia de oponerse a los oficiales que habían penetrado en el palacio, Živković les ordenó no interponerse por orden del soberano.
Al no encontrarse las llaves de la puerta de la cámara principal donde se esperaba encontrar a los reyes, se dinamitó. Uno de los edecanes del rey, que debía de haber franqueado el paso al palacio y no lo hizo, fue asesinado por Dragutin Dimitrijević «Apis». La explosión hizo temblar al edificio y alarmó a la vecindad. La detonación y los disparos alertaron a los gendarmes cercanos, que comenzaron a disparar contra los asaltantes. Los gendarmes de una comisaría cercana fueron derrotados por los soldados que rodeaban el palacio y los del interior fueron convencidos de que los soldados estaban allí por orden del rey, que pensaba exiliar a la reina aquella noche.
Los atacantes vencieron a los guardias del interior del palacio; procedieron además a emplear la artillería y la dinamita para asegurarse de la muerte de los monarcas, a los que no lograban encontrar. El palacio se encontraba en total oscuridad, habiéndose perdido la iluminación eléctrica, lo que forzaba a los asaltantes a buscar a los monarcas en la penumbra de las velas.
Temiendo en cualquier momento la llegada de tropas de auxilio al rey y desconfiando de sus propias fuerzas, que desconocían el propósito para el que se las había movilizado, los oficiales redoblaron sus esfuerzos para tratar de encontrar a los soberanos.
Los oficiales forzaron al ayudante del rey, Lazar Petrović, a llamarlo para hacerle creer que el golpe había fracasado y pudiera abandonar su escondite. Uno de los oficiales encontró la cámara secreta y entonces Petrović, tras intentar convencerles de que el rey no se encontraba en ella, se ofreció a hacerle salir a cambio de su seguridad. Antes de salir, el rey preguntó si podía contar con la lealtad de sus oficiales, que estos confirmaron para, a continuación, coserlo y matarlo a balazos nada más salir del escondite. Petrović, que había ocultado un arma y trató de defender al monarca, cayó muerto también. La reina, que se abalanzó sobre Alejandro para tratar de protegerlo, recibió dieciocho balazos; el rey, treinta. A continuación, los cadáveres de los monarcas fueron mutilados con sables. Los soberanos fallecieron a las 3:50 a. m. del 25 de mayojul./ 7 de junio de 1903greg..
Solo entonces los oficiales comunicaron a las tropas que ocupaban el palacio la muerte del rey, que fue celebrada. Los cuerpos de los soberanos fueron lanzados por una ventana del palacio al jardín. Los cadáveres fueron retirados cerca de las cuatro de la mañana, a petición del embajador ruso, que se había acercado al palacio desde su residencia, a unos metros del mismo.
Además de los monarcas, durante el golpe murieron el primer ministro, el ministro de la Guerra y los hermanos de la reina, Nikola y Nikodije. El ministro de Interior, dado por muerto, logró sobrevivir al ataque. El comandante de la División del Danubio, que trató de oponerse al golpe y movilizar tropas en su contra, también murió.

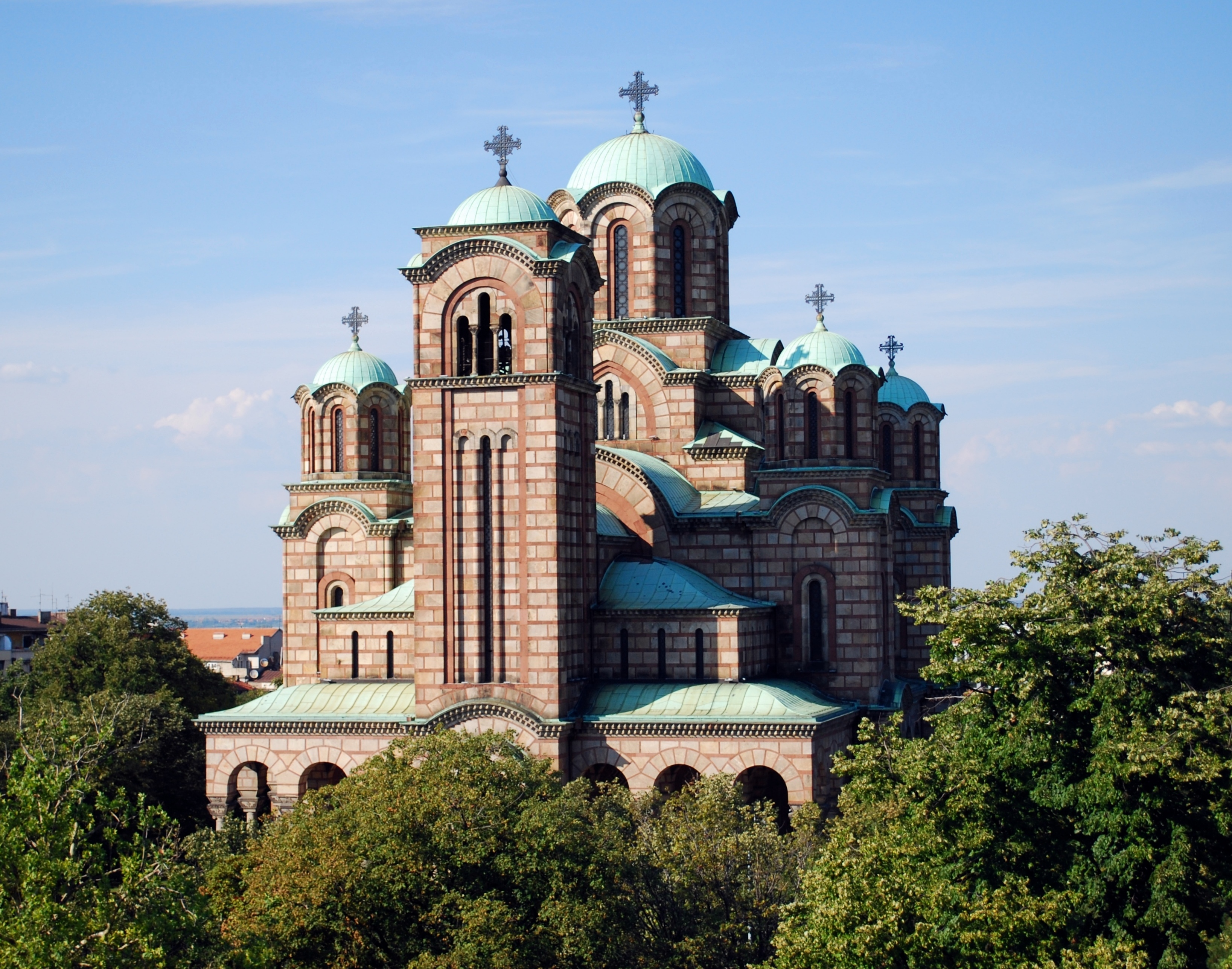
La iglesia de San Marcos en Belgrado, donde los golpistas enterraron a los monarcas asesinados.

Inmediatamente tras la muerte de los soberanos, los confabulados nombraron un nuevo Gobierno provisional. Lo formaron cuatro miembros de la conspiración contra Alejandro junto con seis representantes de los principales partidos, aunque ninguno de sus dirigentes principales, que en aquel momento no se hallaban en la capital. Encabezó el nuevo gabinete Jovan Avakumović.
Los cadáveres de los monarcas, junto con los de otras víctimas del golpe, se trasladaron a la iglesia de San Marcos en lujosos ataúdes en la madrugada del 30 de mayojul./ 12 de junio de 1903greg.. Tras un servicio religioso al que asistieron como testigos algunos de los confabulados y que vigiló la gendarmería, se enterró a los soberanos alrededor de las 3 de la mañana.

## Consecuencias
La misma mañana del día 12, el nuevo Gobierno restauró la Constitución de 1901 y convocó la Asamblea de Diputados (en serbio: Skupština) y el Senado al día siguiente, según estaban constituidos antes de las elecciones de 1903. Los conspiradores, sin embargo, carecían de un programa político más allá de su oposición a los monarcas asesinados. La mayoría defendía una vuelta a la dinastía Karađorđević, aunque una minoría abogaba por la creación de una república, algo inaceptable para Austria-Hungría y Rusia, por lo que se optó finalmente por llamar a Pedro I de Serbia.
El golpe de Estado y el asesinato de los soberanos no fue una revolución ya que no cambió el poder político ni el orden social, sino un cambio de dinastía —la Obrenović se extinguió— y de gobierno, así como de política internacional: el nuevo régimen se acercó a Rusia y creció la hostilidad hacia Austria-Hungría, de la que hasta el momento Serbia había dependido política y económicamente. La nueva etapa que comenzó con el asesinato de Alejandro, Draga y parte de su Gobierno llevó a una creciente independencia económica del Imperio austrohúngaro, una mayor libertad política, y una vuelta a la política nacionalista y expansionista, que aumentó los conflictos con los países vecinos.